# Episodi di Falcon Crest (settima stagione)
La settima stagione della serie televisiva Falcon Crest, composta da 28 episodi, è stata trasmessa negli Stati Uniti per la prima volta dalla CBS il 2 ottobre 1987 e si è conclusa il 6 maggio 1988, mentre in Italia, è andata in onda nel 1994 su Italia 7 e sul circuito Cinquestelle. Questa è l'ultima stagione vista in Italia.
Il cast regolare di questa stagione è formato da: Jane Wyman (Angela Channing), Susan Sullivan (Maggie Gioberti), David Selby (Richard Channing), Lorenzo Lamas (Lance Cumson), Ana Alicia (Melissa Agretti Cumson), Brett Cullen (Dan Fixx), Margaret Ladd (Emma Channing), John Callahan (Eric Stavros), Dana Sparks (Vickie Gioberti), Chao Li Chi (Chao Li Chi).
| nº | Titolo originale          | Titolo italiano | Prima TV USA     | Prima TV Italia |
| -- | ------------------------- | --------------- | ---------------- | --------------- |
| 1  | Opening Moves             | -               | 2 ottobre 1987   | -               |
| 2  | Obsession, Possession     | -               | 9 ottobre 1987   | -               |
| 3  | Redemption                | -               | 16 ottobre 1987  | -               |
| 4  | The Big Bang              | -               | 23 ottobre 1987  | -               |
| 5  | Dead End                  | -               | 30 ottobre 1987  | -               |
| 6  | New Faces                 | -               | 6 novembre 1987  | -               |
| 7  | Sweet Revenge             | -               | 13 novembre 1987 | -               |
| 8  | Manhunt                   | -               | 20 novembre 1987 | -               |
| 9  | Hunter's Moon             | -               | 27 novembre 1987 | -               |
| 10 | Lovers and Friends        | -               | 4 dicembre 1987  | -               |
| 11 | Across the Bridge         | -               | 11 dicembre 1987 | -               |
| 12 | Twist and Shout           | -               | 18 dicembre 1987 | -               |
| 13 | Rescue Me                 | -               | 8 gennaio 1988   | -               |
| 14 | Hornet's Nest             | -               | 15 gennaio 1988  | -               |
| 15 | The Uncertainty Principle | -               | 22 gennaio 1988  | -               |
| 16 | A Madness Most Discreet   | -               | 5 febbraio 1988  | -               |
| 17 | Stormy Weather            | -               | 12 febbraio 1988 | -               |
| 18 | Legacies                  | -               | 19 febbraio 1988 | -               |
| 19 | Wheels Within Wheels      | -               | 4 marzo 1988     | -               |
| 20 | Channing vs. Channing     | -               | 11 marzo 1988    | -               |
| 21 | False Faces               | -               | 18 marzo 1988    | -               |
| 22 | Dirty Tricks              | -               | 25 marzo 1988    | -               |
| 23 | Flying Blind              | -               | 1º aprile 1988   | -               |
| 24 | The Key to Angela         | -               | 8 aprile 1988    | -               |
| 25 | King's Gambit             | -               | 15 aprile 1988   | -               |
| 26 | Telling Tales             | -               | 22 aprile 1988   | -               |
| 27 | As Tears Go By            | -               | 29 aprile 1988   | -               |
| 28 | Last Dance                | -               | 6 maggio 1988    | -               |